# Schwarzwaldmädel (1973)
Schwarzwaldmädel ist ein von Wolfgang Liebeneiner für das Zweite Deutsche Fernsehen produzierter Musikfilm aus dem Jahr 1973 mit dem Wagner-Sänger Wolfgang Windgassen und der amerikanischen Sopranistin Janet Perry sowie Dick Laan in den Hauptrollen. Die Fernsehfassung stellt eine nur leicht gekürzte Version der gleichnamigen Operette von Leon Jessel (Musik) und August Neidhart (Libretto) dar.

## Handlung
Auf ihrer Wanderung treffen die beiden Freunde Hans und Richard am Vorabend des Cäcilientags in dem Schwarzwalddorf Sankt Christoph ein, wo sie im Haus des angesehenen Domkapellmeisters Blasius Römer Unterkunft finden. Dort begegnet ihnen dessen Angestellte Bärbele, die in Blasius Römer verliebt ist.
Wenig später trifft aus Berlin kommend auch die attraktive Malwine im Dorf ein, die es auf Hans abgesehen hat. Am Tanzabend des Cäcilienfestes wird Malwine jedoch von Hans abgelehnt, der sich für das als Nichte der als ‚Hex‘ verschrienen ‚Muhme‘ von den Leuten im Ort gemiedenen Bärbele entscheidet. Stattdessen finden Malwine und Richard zusammen, während sich der alternde Domkapellmeister Römer zurückzieht, um sich nun ganz auf seine Musik zu konzentrieren.

## Produktion, Veröffentlichung
Die Fernsehfassung bearbeitete Wolfgang Liebeneiner unter der Mitarbeit von Heinz-Ulrich Carl. Mitwirkende Folkloregruppen waren die Trachtengruppe Kirnbacher Kurrende, die Volkstanztrachtengruppe Oberwolfach, die Trachtenkapelle St. Ulrich und die Freiburger Domsängerknaben. 
Drehort war, wie schon in der Version von 1950, das badische St. Peter mit der zugehörigen barocken Klosterkirche.
Die Erstausstrahlung des Films erfolgte am 15. Dezember 1973 im ZDF.